# Републикански път III-513
Републикански път IIІ-513 е третокласен път, част от републиканската пътна мрежа на България, изцяло на територията на област Търговище, Община Попово. Дължината му е 1,6 км — най-късия републикански път в България.
Пътят се отклонява наляво при 53,5 км на Републикански път II-51 между град Попово и неговият квартал „Невски“ и след 1,6 км се свързва с Републикански път III-204 при неговия 33,6 км, като по този начин той представлява източен околовръстен път на град Попово.